# Ekigho Ehiosun
Ekigho Ehiosun (Warri, Nigeria, 25 de junio de 1990) es un futbolista nigeriano que se desempeña como delantero.

## Selección nacional
Ha sido internacional con la selección de fútbol de Nigeria en 6 ocasiones en las que ha anotado un gol.

## Clubes
| Club                | País       | Año       |
| ------------------- | ---------- | --------- |
| Warri Wolves        | Nigeria    | 2009-2012 |
| Samsunspor (cedido) | Turquía    | 2011-2012 |
| Gençlerbirliği      | Turquía    | 2012-2015 |
| Samsunspor (cedido) | Turquía    | 2013-2014 |
| FK Qäbälä (cedido)  | Azerbaiyán | 2014-2015 |
| Samsunspor          | Turquía    | 2015-2016 |
| Gaziantep BB        | Turquía    | 2016-2017 |
| FK Qäbälä           | Azerbaiyán | 2017      |
| Hapoel Acre         | Israel     | 2018-2019 |